# Ahmed Mubarak Al-Mahaijri
Ahmed Mubarak Obaid Al Mahaijri (arab. أحمد مبارك أحمد عبيد المحيجري; ur. 23 lutego 1985 w Surze) – omański piłkarz grający na pozycji środkowego pomocnika. Od 2017 jest zawodnikiem klubu Al-Mesaimeer SC.

## Kariera piłkarska
Swoją karierę piłkarską Al-Mahaijri rozpoczął w klubie Al-Orouba SC, w którym w 2000 roku zadebiutował w pierwszej lidze omańskiej. W sezonie 2001/2002 wywalczył z nim mistrzostwo Omanu. W sezonie 2004/2005 był wypożyczony najpierw do saudyjskiego Al-Wehda, a następnie do Al-Ain FC ze Zjednoczonych Emiratów Arabskich, z którym wywalczył wicemistrzostwo kraju oraz Puchar Zjednoczonych Emiratów Arabskich.
W 2005 roku Al-Mahaijri trafił do Kataru i został zawodnikiem tamtejszego Ar-Rajjan SC. W sezonie 2005/2006 zdobył z nim Puchar Kataru. W latach 2007–2009 grał w innym katarskim klubie Al-Sailiya.
W sezonie 2009/2010 Al-Mahaijri występował w saudyjskim Al-Ahli Dżudda, a w sezonie 2010/2011 był zawodnikiem innego klubu z Arabii Saudyjskiej, Al-Fateh SC. W sezonie 2011/2012 grał w Kuwejcie, w Al-Nasr Ardiya, a w sezonie 2012/2013 występował w saudyjskim Ettifaq FC.
W 2013 roku Al-Mahaijri wrócił do Omanu. W sezonie 2013/2014 jako gracz Fanja SC wywalczył wicemistrzostwo i Puchar Omanu. W sezonie 2014/2015 grał w Al-Orouba SC, z którym sięgnął po dublet.
W 2015 roku Al-Mahijiri ponownie trafił do Kataru. W sezonie 2015/2016 grał w Muaither SC, a w 2016/2017 w Al-Markhiya SC. W 2017 przeszedł do Al-Mesaimeer SC.

## Kariera reprezentacyjna
W reprezentacji Omanu Al Mahaijri zadebiutował 25 września 2003 w wygranym 7:0 meczu eliminacji Pucharu Azji 2004 z Nepalem. W 2004 roku został powołany do kadry na Puchar Azji 2004, w 2007 na Puchar Azji 2007, w 2015 na Puchar Azji 2015 i w 2019 na Puchar Azji 2019.